# کاترین اسپریدونف
کاترین اسپریدونف (زاده ۲۴ اردیبهشت ۱۳۴۷، تهران) معمار ایرانی است. او فارغ‌التحصیل رشته معماری و شهرسازی دانشگاه علم و صنعت ایران در سال ۱۳۷۳ است. در سال ۱۳۸۳ اسپریدونف به همراه همسرش رضا دانشمیر شرکت مهندسان مشاور حرکت سیال را تأسیس نمود و در سال ۱۳۸۷ گروه مطالعاتی iRODE را راه‌اندازی کرده‌است.
او و دانشمیر معماران مسجدی با طراحی مدرن و بازنگرانه در چهارراه ولیعصر تهران هستند. طراحی بدون گنبد و منارهٔ این مسجد مورد انتقاد اصول‌گرایان و محافظه‌کاران مذهبی در ایران قرار گرفت.
او معتقد است که معماری معاصر جهان، اغلب به دلیل تک بعدی عمل کردن به بیراهه کشیده شده‌است و برای رسیدن به نتیجه قابل قبول، باید دانش و هوشیاری از مسائل واقعی انسان به دست آید تا زمینه‌ساز تصمیم‌گیری‌های کاربردی گردد.
آثاری که وی در طراحی آن نقش داشته‌است شامل پردیس سینمایی ملت، مسجد ولیعصر، برج اداری—تجاری سپهر الهیه، برج اداری—تجاری جام، ساختمان اداری پل رومی، ساختمان اداری گلفام، و آوا سنتر می‌شوند.

## آثار
- پردیس سینمایی ملت[۲۳] مکان: تهران - بزرگراه نیایش - مساحت: ۱۵۰۰۰ متر مربع
- مسجد ولیعصر[۲۴] مکان: تهران - چهارراه ولیعصر - مساحت: ۲۲۰۰۰ متر مربع
- برج اداری - تجاری جام[۲۵] مکان: تهران - خیابان شریعتی - مساحت: ۶۴۰۰۰ متر مربع
- دپارتمان تجاری اطلس[۲۶] مکان: تهران - مساحت: ۱۲۷۰۰ متر مربع - مالک: شرکت اطلس داران و شرکا
- مجموعه چند عملکردی باغ نور[۲۷] مکان: تهران - مساحت: ۱۰۰۰۰۰ مترمربع مالک: توسعه فضای فرهنگی شهرداری تهران